# Pandanus ceylanicus
Pandanus ceylanicus är en enhjärtbladig växtart som beskrevs av Hermann Maximilian Carl Ludwig Friedrich zu Solms-Laubach. Pandanus ceylanicus ingår i släktet Pandanus och familjen Pandanaceae.
Artens utbredningsområde är Sri Lanka. Inga underarter finns listade.